# Teoría de la disociación electrolítica
La concentración es la magnitud química y elemental en electroquímica que expresa la cantidad de un compuesto por Volumen Unidades de volumen|unidad de volumen. En el Sistema Internacional de Unidades se emplea la unidad mol·m-3. A cada sustancia le corresponde un valor de solubilidad, que es la cantidad máxima de ella soluto que puede haber en una disolución, y depende de Disolución Factores de solubilidad|condiciones]] como la temperatura, la presión, cuáles sean las otras sustancias disueltas o en Suspensión (química)|suspensión y cuál sea la cantidad y la concentración de ellas. En química, para expresar cuantitativamente la proporción entre un soluto y el disolvente en una disolución se emplean distintas unidades: Concentración #Molaridad|molaridad]], normalidad, molalidad, formalidad, porcentaje en peso, porcentaje en volumen, fracción molar, partes por millón, partes por billón, partes por trillón, etc.

## Molaridad
La molaridad (M) es el número de moles de soluto por litro de solución. Por ejemplo, si se disuelven 0,5 moles de soluto en 1000 ml de disolución, se tiene una concentración de ese soluto de 0,5 M (0,5 molar). Para preparar una disolución de esta concentración normalmente se disuelve primero el soluto en un volumen menor, por ejemplo 30 ml, y se traslada esa disolución a un matraz aforado para después rellenarlo con más disolvente hasta los 1000 ml.
{\displaystyle M={\frac {\mbox{moles de soluto}}{\mbox{litros de solucion}}}}

## Molalidad
En la molalidad ponemos en juego los moles de soluto que añadimos a la mezcla con la masa del solvente en la que vertemos el soluto.
Es el método más común de expresar la concentración en química, sobre todo cuando se trabaja con reacciones químicas y relaciones estequiométricas. Sin embargo, tiene el inconveniente de que el volumen cambia con la temperatura.
La principal ventaja de este método de medida con respecto a la molaridad es que, como el volumen de una disolución depende de la temperatura y de la presión, cuando éstas cambian, el volumen cambia con ellas. Gracias a que la molalidad no es función del volumen, es independiente de la temperatura y de la presión, y puede medirse de una manera más precisa.
Es menos empleada que la molaridad, pero igual de importante.

## Breve historia de los conceptos de ácido y base
Los conocimientos modernos de los ácidos y las bases parten de 1834, cuando el físico inglés Michael Faraday descubrió que los ácidos, las bases y las sales eran electrolitos, por lo que, disueltos en agua, se disocian en partículas con carga (o iones) que pueden conducir la corriente eléctrica. En 1852, France Van Rufither, de Holanda, desarrolló un poco conocido teorema con base en experimentos con distintos compuestos y sus coloraciones respectivas tras añadir colorantes vegetales y mezclaros con agua, y así llevó a cabo la primera clasificación de ácidos y bases. En 1884, el químico sueco Svante Arrhenius (como más tarde el químico alemán Wilhelm Ostwald) definió los ácidos como sustancias químicas que contenían hidrógeno y que, disueltas en agua, producían una concentración de iones hidrógeno (o protones) mayor que la existente en el agua pura. Del mismo modo, Arrhenius definió una base como una sustancia que, disuelta en agua, producía un exceso de iones hidroxilo (OH-). La reacción de neutralización sería:
H+ + OH- = H2O

## Teoría de Arrhenius de la disociación electrolítica
- 1. De los átomos totales que constituyen una sustancia electrolítica, una parte se va cargando de electricidad a medida que se produce la disolución y el resto queda en estado de neutralidad.

- 2. La formación de iones es un proceso independiente del paso de la corriente eléctrica.

- 3. Los iones actúan independientemente unos de los otros y de las moléculas sin disociar, y son diferentes en sus propiedades físicas y químicas.

- 4. La disociación electrolítica es un proceso reversible.

- 5. Las partículas con carga eléctrica son atraídas por el electrodo de signo contrario.

- 6. Cuando los iones se dirigen a sus respectivos electrodos, pierden sus cargas eléctricas, se transforman en átomos y adquieren propiedades químicas ordinarias.

O en otra explicación
Para explicar que las soluciones o en estado de electrólitos conducen la corriente eléctrica, así como el carácter ácido o básico de sus soluciones, Svante Arrhenius publicó su teoría de la disociación iónica basada en los 5 postulados:
1.er postulado: Los electrólitos en solución acuosa o fundidas se disocian parcialmente en iones (restos de átomos o grupos de átomos cargados)
NaCl>>> Na+1 + Cl-1.
2.º postulado: La disociación de un electrólito en agua es un proceso reversible puesto que los iones formados se unen a su vez para formar de nuevo la sustancia original, es decir se establece un sistema en "equilibrio dinámico".
NaCl <====> Na+1 + Cl-1 (sol. acuosa).
al diluir la solución (con más agua) los iones incrementan su separación haciéndose más difícil el unirse nuevamente para formar la sustancia inicial, esto hace que el equilibrio se desplace hacia la derecha o sea en el sentido de aumentar la cantidad de iones, hasta que se alcanza el estado de equilibrio dinámico.
3.er postulado: los iones actúan independientemente unos de otros y de las moléculas.
4.º postulado: Un ácido es una sustancia que contiene hidrógeno (H), y al disolverse en el agua produce iones Hidronios (H+), también llamados protones, según arrhenius, la reacción es reversible:
HCl (ac)<===> H+ + Cl- (sol.acuosa)
Base es toda sustancia que contiene OH y al disolverse en el agua produce iones hidróxidos u oxidrilos (OH-)
según arrhenius la reacción es reversible:
KOH(ac)<====> K+ + OH- (sol.acuosa).
5.º postulado: El proceso de neutralización
(ácido + base >>> sal + agua) se centra en la reacción entre los iones H+ y OH- para formar agua,
H+(ac) + OH- (ac) >>>> H2O (l)
- Datos: Q6141940